# Getter Robo
Getter Robo (яп. ゲッターロボ Гэтта Робо, Робот Геттер) — манга, автором которой является Кэн Исикава, а также аниме-сериал, созданный студией Toei Animation. Сериал транслировался по телеканалу Fuji TV с 4 апреля 1974 года по 8 мая 1975 года. Всего выпущена 51 серия аниме. Позже разными студиями по мотивам манги и первого сериала были выпущены 3 аниме-сериала, 2 OVA-сериала и полнометражный мультфильм. Считается, что это самое первое аниме, где гигантский меха-робот собирается из отдельных машин. Три реактивных самолёта(джета) могут быть скомбинированы тремя разными способами создавая три версии робота в зависимости от условий . Впервые идея была озвучена в процессе создания Мезингер Зет, первого пилотируемого супер робота, но позже от неё отказались. Сериал был дублирован на итальянском языке.

## Сюжет
Действия разворачиваются вокруг троих подростков, мастеров боевых искусств: Рёмы Нагарэ, одиночки Хаято Дзина и дзюдоиста Мусаси Томоэ. Все они владеют особыми реактивными самолётами (Орёл, Ягуар и Медведь), которые могут превращаться в гигантских роботов: Геттер-1 (самый устойчивый робот для полёта), Геттер-2 (самый быстрый земной робот) и Геттер-3 (самый сильный и робот для плавания). Все роботы были созданы профессором Саотомэ для космической разведки; они питаются энергией геттер-лучей из космоса. Человечеству угрожает гуманоидная раса рептилий, потомков вымерших динозавров, которые многие миллионы лет жили и прятались от остальных. Теперь они намерены вернуть себе Землю и уничтожить человеческий род. Главные герои должны помешать злым планам рептилий.

## Персонажи
Рёма Нагарэ (яп. 流竜馬) — (Акира Камия) главный герой, ученик высшей школы. Пилотирует Геттера-1. В манге он показан как агрессивный и некомпетентный боец-одиночка, который из-за своей крайней жестокости выбывает из турнира. Профессор Саотомэ видит в нём потенциального кандидата для пилотирования своей машины, и тайно подсылает к нему трёх убийц, чтобы испытать возможности Рёмы. Тот одолевает врагов, оказывается в лаборатории и становится новым пилотом. В аниме-сериале Рёма гораздо спокойнее, дружелюбнее и посещает школу с Мусаси, Хаято и Митиру. Решает в качестве гостя посетить лабораторию Аотомэ, где проводятся работы над роботами, но становится свидетелем того, как всю команду пилотов убивают представители империи динозавров. Так Рёма со своими друзьями решает образовать новую команду пилотов и сражаться с рептилиями.
Хаято Дзин (яп. 神隼人) — (Китон Ямада) имеет неплохой опыт в различных видах спорта, показан как антисоциальный и агрессивный подросток, который предпочитает оставаться наедине с собой. Несмотря на это, вокруг него образуется гарем из девушек, в том числе и шпионок империи Кёрю. Управляет Геттером-2, его робот особен тем, что обладает повышенными физическими и скоростными свойствами.
Мусаси Томоэ (яп. 巴武蔵) — (Току Нисио) мастер в сражении дзюдо, страдает ожирением. Пилотирует Геттера-3. В манге он начинает пилотировать робота, несмотря на то, что не обладает нужными физическими и умственными навыками. Героически погибает, взорвав себя, вместе с динозаврами в конце оригинальной манги. Умирает практически в каждой истории...
Профессор Саотомэ (яп. 早乙女博士 Саотомэ-хакасэ) — (Косэй Томита) учёный, который создал всех геттеров. В манге пилотирует геттер-3.
Митиру Саотомэ (яп. 早乙女ミチル) — (Рихоко Ёсида) молодая дочь профессора Саотомэ. Помогает отцу и обычно пополняет запасы топлива роботов. Все главные герои питают к ней любовные чувства, но она не отвечает никому взаимностью, предпочитая оставаться просто другом. Погибает до начала событий Getter Robo Армагеддон.
Император Гор (яп. 帝王ゴール Тэйо Гору) — (Хирому Дзин) высший командир империи динозавров и главный злодей. Был брошен своими солдатами, когда те были вынуждены вернуться на Землю. В манге он решил достойно умереть в последнем сражении с геттер-роботами, однако не осуществил своё желание, когда империя Хяки открыла огонь по его кораблю. В аниме погиб с остатками империи, когда Мусаси сбила могучий линкор Дая.
Генерал Бат (яп. バット将軍 Батто Сёгун) — (Кэнити Огата) полевой командир.
Капитан Гарэри (яп. ガレリィ長官 Гарэрии Сёкан) — (Китон Ямада) начальник инженерии, принимает участие в разработках механических машин и кораблей. В манге является премьер-министром науки.

## Влияние
- Во время интервью Кадзуки Накасима, сценарист аниме Gurren Lagann утверждал, что главным вдохновением сюжета послужило произведение Getter Robo[3].
- Компания по производству видеоигр SNK тоже заявила, что они Getter Robo были источником вдохновения для создания трех главных героев игры The King of Fighters '94. [4]